# Fort Sint-Margriet (Nattenhaasdonk)

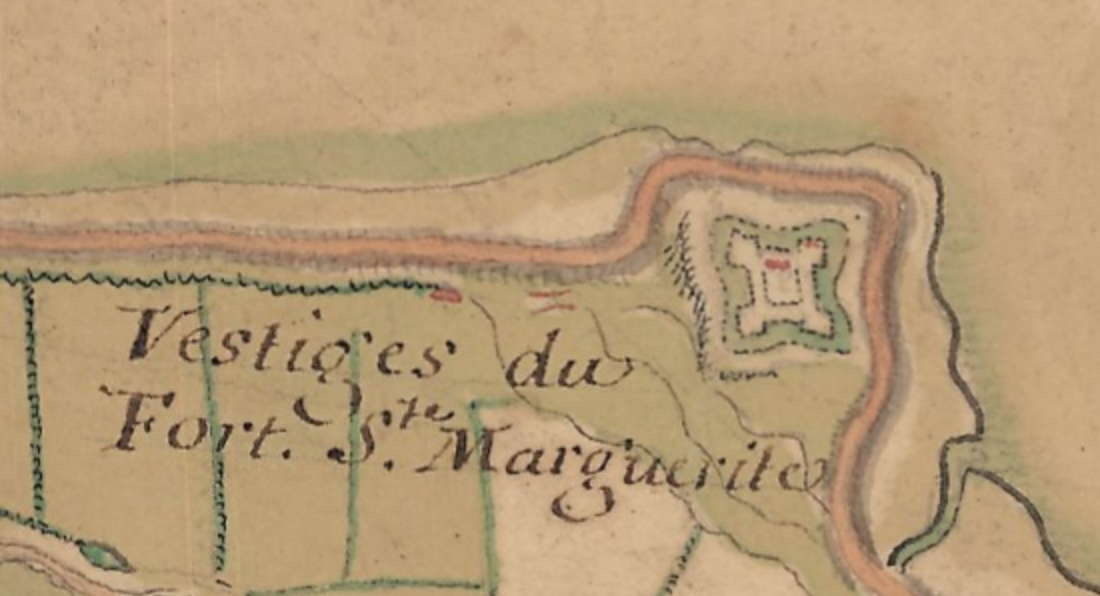
Het fort Sint-Margriet of St. Marguerite op de Villaret kaarten uit 1745-1748.

Fort Sint-Margriet of kortweg 'de Margriete' was een rivierfort in het verdwenen polderdorp Nattenhaasdonk in Hingene in de Belgische provincie Antwerpen. Het fort was gelegen aan de buitenbocht van de Schelde en de monding van de Rupel.

## Geschiedenis
De naam van het fort komt van het nabijgelegen dorp Nattenhaasdonk, waar de patrones Sint-Margaretha een belangrijke rol speelt. De patrones zou al vanaf de middeleeuwen haar naam lenen aan de toenmalige kerk van het dorp. In 1566 werden de kerk en pastorij van het dorp volledig verwoest. Het puin werd gebruikt bij de bouw van het fort in 1579.
Antwerpen werd van 1577 tot 1585 bestuurd door de calvinisten. Het waren dan ook troepen van het calvinistische bewind die het fort bouwden. Men wou de scheepvaart op de Schelde en de toegang tot de Rupel controleren. Zo stelden ze de Antwerpse handel veilig en verzekerden ze de bevoorrading van de stad. Na de val van Antwerpen in 1585 werd het fort door Spaanse troepen bezet.
In 1703 werd het fort versterkt door middel van boten zouden loopbruggen gemaakt worden over de Rupel naar Wintam. In 1705 viel het fort in de handen van Nederlandse soldaten.
Tijdens de Franse periode, van 1794 tot 1815, werden Hingene en Nattenhaasdonk een onderdeel van het departement Twee Neten. De onvrede met de ingevoerde dienstplicht en de antigodsdienstige politiek leidden in 1798 tot een opstand tegen de Franse bezetter: de Boerenkrijg. In Vlaams-Brabant konden de opstandelingen onder leiding van Emmanuel Rollier twee weken stand houden: van 22 oktober tot 6 november 1798. Rollier verzamelde een groep strijders in Sint-Amands, waarna hij Dendermonde veroverde op de Fransen. 
Ook in fort Sint-Margriet, ten oosten van Nattenhaasdonk ter hoogte van de monding van de Rupel, was een compagnie opstandelingen gelegerd. Willem Cools, de agent van Nattenhaasdonk, en Willem Huveneers, de pastoor van Nattenhaasdonk, speelden een actieve rol bij de opstand. Op 26, 27 en 28 oktober 1798 vonden er gevechten plaats aan de monding van de Rupel, met beschietingen van het fort door kanonneerboten van de Fransen vanaf de Schelde en de Rupel. Op 5 november 1798 was met de verovering van Fort Sint-Margriet door de Fransen de slag om Klein-Brabant gestreden. 
Uiteindelijk werd het fort Sint-Margriet volledig verwoest, waarbij de inhoud van de kapel van het fort werd overgebracht naar de kerk van Nattenhaasdonk. Later, bij de heraanleg van de dijken, zou het fort volledig verdwijnen. Op die plaats ligt nu de Zeesluis van Wintam.

## Fort
Het fort had vier gelijklopende wallen vanwaar met kanonnen geschoten werd. Er waren verschillende gebouwen op de binnenkoer, net zoals een kapel. Rondom het fort werden greppels gegraven om het schepen moeilijker te maken aan wal te komen. 